# 皮埃尔方丹-莱布拉蒙
皮埃尔方丹-莱布拉蒙（法語：Pierrefontaine-lès-Blamont，法語發音：[pjɛʁfɔ̃tɛn lɛ blamɔ̃]，意为“布拉蒙附近的皮埃尔方丹”）是法国杜省的一个市镇，属于蒙贝利亚尔区。

## 地理
皮埃尔方丹-莱布拉蒙（47°22'32"N, 6°50'21"E）面积8.96 平方千米，位于法国勃艮第-弗朗什-孔泰大區杜省，该省份为法国东部内陆省份，北起上索恩省，西接汝拉省，东部及东南部与瑞士接壤，东北部与贝尔福地区省接壤。
与皮埃尔方丹-莱布拉蒙接壤的市镇（或旧市镇、城区）包括：布拉蒙、沙姆索勒、欧特绍鲁瓦德、蒙泰什鲁、蓬德鲁瓦德-韦尔蒙当、维拉尔莱布拉蒙。

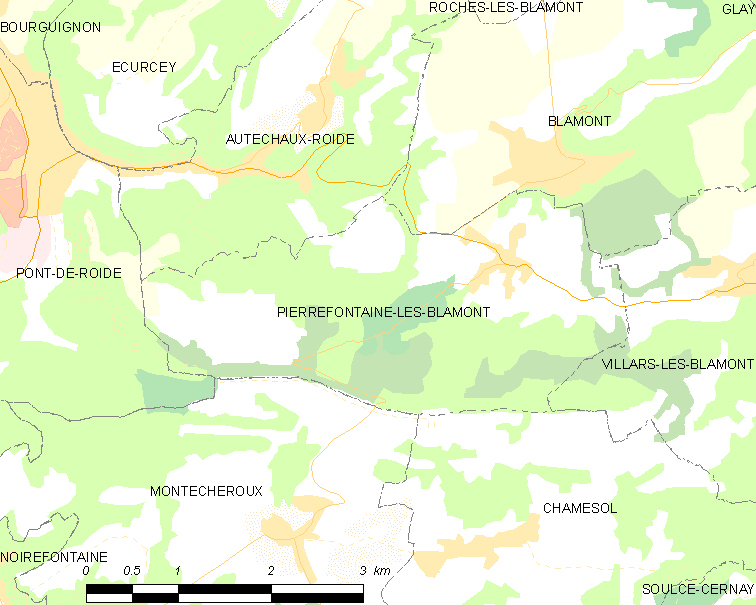
皮埃尔方丹-莱布拉蒙的OSM定位图

皮埃尔方丹-莱布拉蒙的时区为UTC+01:00、UTC+02:00（夏令时）。

## 行政
皮埃尔方丹-莱布拉蒙的邮政编码为25310，INSEE市镇编码为25452。

## 政治
皮埃尔方丹-莱布拉蒙所属的省级选区为迈什县。

## 人口

1962-2008年间皮埃尔方丹-莱布拉蒙人口变化图示

皮埃尔方丹-莱布拉蒙于2022年1月1日时的人口数量为480人。